# Ключ 145
Ключ 145 (трад. и упр. 衣, 衤)  — ключ Канси со значением "одежда"; один из 29, состоящих из шести штрихов.
В словаре Канси есть 607 символ (из 49 030), которые можно найти c этим радикалом.

## История
Древняя идеограмма графически воспроизводит покрой распашного халата - основного предмета древнекитайского костюма, всегда запахивавшегося направо.
Современный иероглиф используется в значениях: «одежда, платье, куртка, кофта», «внешний покров, покрышка, чехол», а также «надевать, носить, одеваться, покрывать, прикрывать» и др.
Иероглиф является сильным ключевым знаком. Располагаясь в левой части сложных знаков, может принимать форму 衤.

Вид в Цзиньвэнь
Вид в Цзягувэнь
Вид в большой печати Чжуаньшу
Вид в малой печати Чжуаньшу

В словарях находится под номером 145.

## Примеры иероглифов
| Доп. штрихи | Иероглифы |
| ----------- | --- |
| 0           | 衣 衤 |
| 2           | 补 |
| 3           | 衦 衧 表 衩 衪 衫 衬 |
| 4           | 衭 衮 衯 衰 衱 衲 衳 衴 衵 衶 衷 衸 衹 衺 衻 衼 衽 衾 衿 袀 袁 袂 袃 袄 袅 袆 袇                                          |
| 5           | 袈 袉 袊 袋 袌 袍 袎 袏 袐 袑 袒 袓 袔 袕 袖 袗 袘 袙 袚 袛 袜 袝 袞 袟 袠 袡 袢 袣 袤 袥 袦 袧 袨 袩 袪 被 袬 袭 袮袯 袰 |
| 6           | 袱 袲 袳 袴 袵 袶 袷 袸 袹 袺 袻 袼 袽 袾 袿 裀 裁 裂 裃 裄 装 裆 裇 裈 裉                                                |
| 7           | 裊 裋 裌 裍 裎 裏 裐 裑 裒 裓 裔 裕 裖 裗 裘 裙 裚 裛 補 裝 裞 裟 裠 裡 裢 裣 裤 裥 裦 裧                                 |
| 8           | 裨 裩 裪 裫 裬 裭 裮 裯 裰 裱 裲 裳 裴 裵 裶 裷 裸 裹 裺 裻 裼 製 裾 裿 褀 褁 褂 褃 褄 褐                                 |
| 9           | 褅 褆 複 褈 褉 褊 褋 褌 褍 褎 褏 褑 褒 褓 褔 褕 褖 褗 褘 褙 褚 褛 褜 褝                                                   |
| 10          | 褞 褟 褠 褡 褢 褣 褤 褥 褦 褧 褨 褩 褪 褫 褬 褭 褮 褯 褰 褱 褲 褴                                                         |
| 11          | 褳 褵 褶 褷 褸 褹 褺 褻 褼 褽 褾 褿 襀 襁 襂 襃 襄 襅 襔                                                                  |
| 12          | 襆 襇 襈 襉 襊 襋 襌 襍 襎 襏 襐 襑 襒 襓 襕 襖                                                                           |
| 13          | 襗 襘 襙 襚 襛 襝 襞 襟 襠 襡 襢                                                                                          |
| 14          | 襜 襣 襤 襥 襦 襧 襨 |
| 15          | 襩 襪 襫 襬 襭 襮 |
| 16          | 襯 襰 襱 襲 |
| 17          | 襳 襴 襽 |
| 18          | 襵 襶 襷 |
| 19          | 襸 襹 襺 襻 襼 |

- Примечание: Ваш браузер может отображать иероглифы неправильно.